# Уалихан Серикулы
Уалихан Серикулы (каз. Уәлихан Серікұлы / ٴۋاليحان سەرىك, кит. 瓦里汗·赛里克 — Уалихан Сайликэ; 3 марта 1992, Дурбульджин, Чугучак, Синьцзян-Уйгурский автономный район, Китай) — китайский борец греко-римского стиля казахского происхождения, бронзовый призёр чемпионата мира 2018 года и Олимпийских игр 2020 года в Токио.

## Карьера
В октябре 2018 года стал бронзовым призёром чемпионата мира в Будапеште. В апреле 2021 года в Алма-Ате на Азиатском отборочном турнире на Олимпийские игры 2020 вышел в финал и завоевал лицензию. 2 августа 2021 года на Олимпийских играх в Токио, одолев в схватке за 3 место представляющего Украину Ленура Темирова, завоевал бронзовую медаль.

## Достижения
- Чемпионат Азии по борьбе 2014 — 9;
- Чемпионат Азии по борьбе 2018 — 7;
- Летние Азиатские игры 2018 — 7;
- Чемпионат мира по борьбе 2018 — ;
- Чемпионат Азии по борьбе 2019 — 5;
- Чемпионат мира по борьбе 2019 — 11;
- Олимпийские игры 2020 — .